# Галя Щърбева
Галина Георгиева Щърбева-Гюлчева е българска журналистка, водеща работила за Новините на Нова телевизия. 

## Биография
Родена е на 2 юли 1978 г. в град София. Завършва 33-та езикова гимназия с английски език и специалност „Финанси“ в УНСС. След като разбира, че икономиката не е нейната стихия, се записва специалност „Журналистика“ в Свободния факултет.

### Професионална кариера
Присъединява се към екипа на „Календар“ (Нова телевизия) през 1999 г. като културен репортер, след това парламентарен, икономически и правителствен. През 2001 г. започва да води кратките емисии „Телефакти“, а две години по-късно става част от двойките, които водят централната емисия „Календар“.
На 14 март 2015 г. Галина Щърбева стартира публицистичното предаване „Комбина“ по Нова телевизия, заедно с Лора Крумова.
През април 2020 г. Нова временно сваля Щърбева от ефир.